# Contraband Police
Contraband Police – komputerowa gra symulacyjna wyprodukowana przez Crazy Rocks Studios i wydana przez PlayWay. Produkcja została wydana 8 marca 2023 roku na komputerach z systemem Microsoft Windows. Gra pozwala wcielić się w rolę policjanta, który pracuje na przejściu granicznym.
Contraband Police spotkała się z pozytywnym przyjęciem, a wielu recenzentów podkreślało jej wciągającą rozgrywkę i porównywało do gry Papers, Please.

## Rozgrywka
Gracz steruje postacią policjanta, który rozpoczął pracę na posterunku granicznym fikcyjnego państwa Akaristańskiej Republiki Ludowej. Głównym zadaniem gracza jest kontrola przejeżdżających pojazdów, w celu wykrycia przemytników. Gracz może sprawdzić zgodność i ważność posiadanych dokumentów i przeszukać pojazd, po czym zadecydować, czy osoba może wjechać na teren państwa. Osoby przyłapane na przemycie zostają aresztowane i wysłane do obozu pracy. Zadania powtarzają się w cyklu dobowym. Posterunek graniczny może zostać ostrzelany przez członków lokalnego gangu. Gracz może ulepszać swój radiowóz i budynek ochrony. Poza codzienną pracą dostępne są także zadania poboczne polegające m.in. na usunięciu przeszkody z drogi czy śledzeniu podejrzanej osoby.

## Odbiór
Wielu redaktorów porównywało mechanikę gry do Papers, Please, niezależnej produkcji wydanej w 2013 roku. Krytyk z serwisu Gamespace stwierdził, że rozgrywka jest zbudowana na Papers, Please, jednak dodaje nowe elementy od siebie. Jest to odrobina Papers, Please zmieszana z elementami akcji i symulatora. Derek Johnson, pisząc dla Jump Dash Roll podkreślił, że Contraband Police jest jedną z lepszych prób odtworzenia zasad Papers, Please. Pomimo braku wciągającej fabuły, rozgrywka jest różnorodna i nie pozwala się nudzić.
W ciągu dwóch dni od premiery sprzedano 49 tysięcy kopii, a przychody z gry wyrównały poziom budżetu produkcji określonego na 2 mln zł. Gra spotkała się z pozytywnym odbiorem recenzentów, uzyskując według agregatora Metacritic średnią z 10 ocen wynoszącą 77/100.